# Gheorghe Țițeica

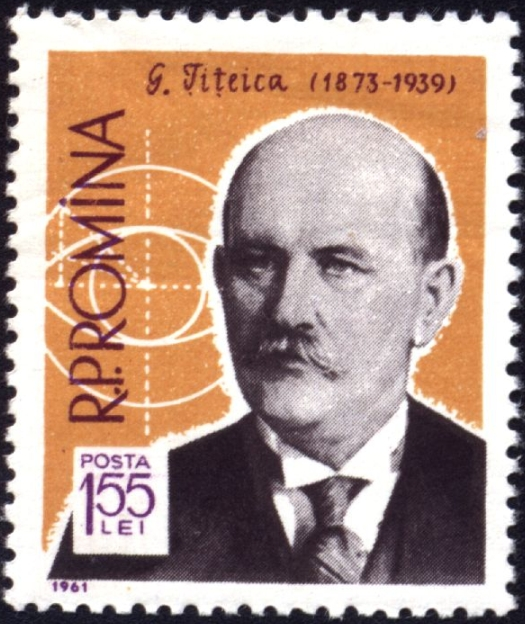
esquerdaGheorghe Țițeica (Selo romeno de 1961)

Gheorghe Țițeica (Drobeta-Turnu Severin, 16 de outubro de 1873 – Bucareste, 5 de fevereiro de 1939) foi um matemático romeno.
Pai do físico Șerban Țițeica.